# Enemic públic

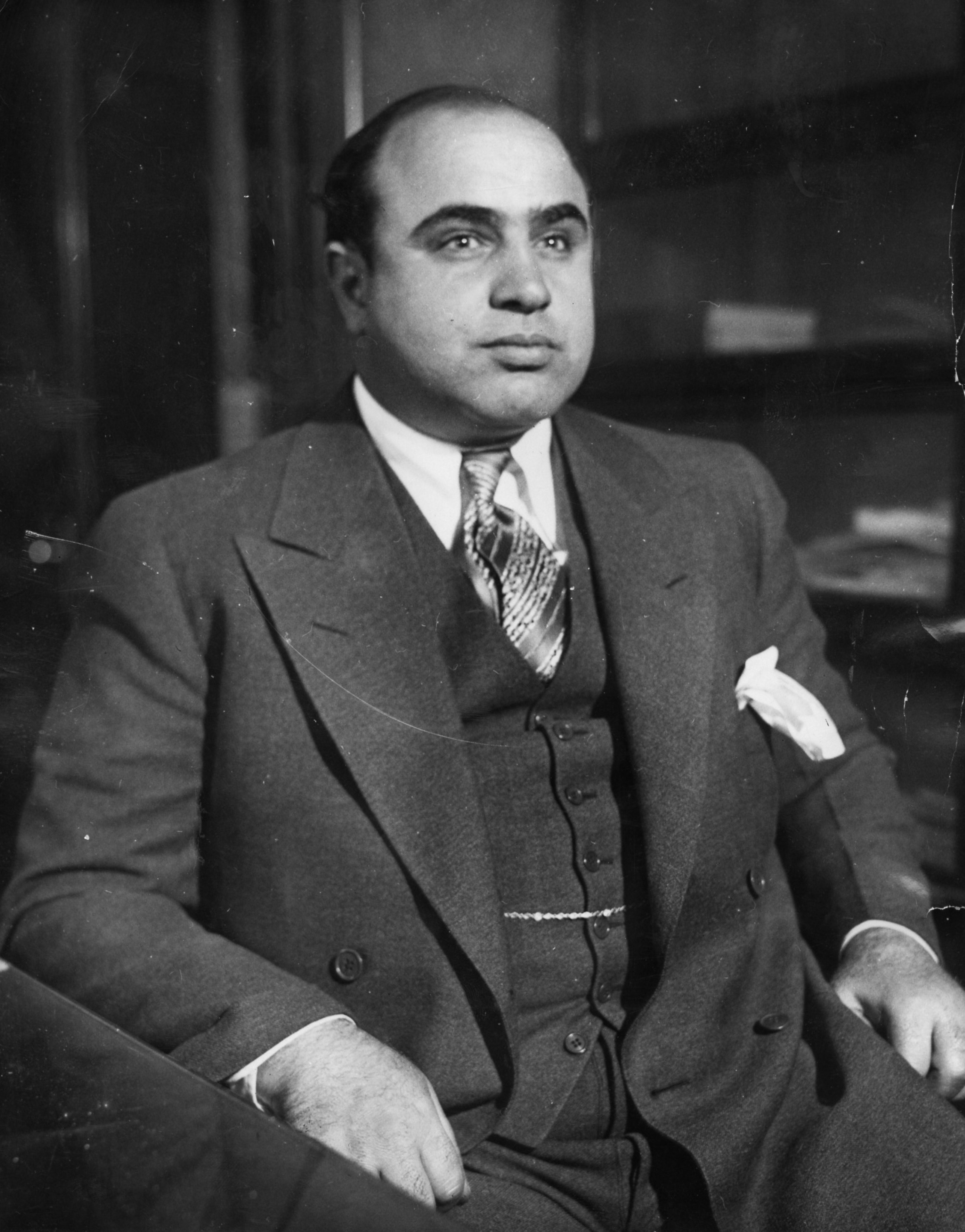
Retrat d'Al Capone l'any 1930, un dels "enemics públics" més coneguts als Estats Units.

Enemic públic (en anglès: Public enemy) és un terme que va ser el primer àmpliament emprat en els Estats Units en la dècada de 1930 per descriure a individus les activitats dels quals eren vistes com a criminals i molt perjudicials per a la societat, encara que en realitat el terme havia estat emprat durant segles per descriure als pirates i malfactors similar.
L'ús modern del terme va ser popularitzat per primera vegada l'abril del 1930 per Frank J. Loesch, llavors president de la Comissió del Crim de Chicago, en un intent de denunciar públicament a Al Capone i altres gàngsters del crim organitzat.
Fou més tard apropiat per J. Edgar Hoover i el FBI que el van usar per descriure a diversos notoris fugitius que estaven perseguint al llarg de la dècada de 1930, com és representat a la pel·lícula del 2009 Public Enemies. Entre els criminals que el FBI va anomenar "Enemics Públics" van estar John Dillinger, Baby Face Nelson, Bonnie i Clyde, Ma Barker, i Alvin Karpis.
El terme va ser utilitzat tan extensament durant la dècada de 1930 en el que alguns autors anomenen aquest període dels primers anys de la història l'FBI com la "era l'enemic públic". L'ús del terme va evolucionar fins a esdevenir en la llista de l'FBI dels Deu Fugitius Més Buscats.